# خورشید (فیلم ۱۹۲۹)
خورشید (انگلیسی: Sun) فیلمی صامت در ژانر درام به کارگردانی آلساندرو بلازتی محصول سال ۱۹۲۹ است. 

## بازیگران
- مارچلو اسپادا در نقش Ing. Rinaldi
- واسکو کرتی در نقش Marco
- دریا پائولا در نقش Giovanna
- ویتوریو ویزر در نقش Silvestro